# Кужанакский сельсовет
Кужанакский сельсове́т — упразднённая в 2008 году административно-территориальная единица и сельское поселение (тип муниципального образования) в составе Зианчуринского района. Почтовый индекс — 453396. Код ОКАТО — 80226820000. Объединён с сельским поселением Яныбаевский сельсовет. Образован в 1995 году.

## Состав сельсовета
деревня Кужанак — административный центр, деревни Башкирский Бармак, Кызылярово, Нижнее Мамбетшино, хутора Георгиевский, Калининский

## История
В 1995 году вышло Постановление Государственного Собрания РБ от 02.11.95 N ГС-46"Об образовании Кужанакского сельсовета с разукрупнением Яныбаевского сельсовета Зианчуринского района". В нем говорилось:

1. Образовать в Зианчуринском районе Кужанакский сельсовет с административным центром в деревне Кужанак.
2. Включить в состав Кужанакского сельсовета деревни Кызылярово, Башкирский Бармак, Нижнее Мамбетшино, хутора Калининский, Георгиевский, исключив их из состава Яныбаевского сельсовета.
3. Установить границу Кужанакского и Яныбаевского сельсоветов согласно представленной схематической карте.

4. Поручить Зианчуринскому районному Совету осуществить необходимые организационно - технические мероприятия, связанные с изменением границ сельсоветов. 
В 2008 году произошло обратное движение н.п. в Яныбаевский сельсовет.
Закон Республики Башкортостан от 19.11.2008 N 49-з «Об изменениях в административно-территориальном устройстве Республики Башкортостан в связи с объединением отдельных сельсоветов и передачей населённых пунктов», ст.1 п. 22) б) гласил:

 "Внести следующие изменения в административно-территориальное устройство Республики Башкортостан:
 б) объединить Яныбаевский и Кужанакский сельсоветы с сохранением наименования «Яныбаевский» с административным центром в деревне Яныбаево.
Включить деревни Башкирский Бармак, Кужанак, Кызылярово, Нижнее
Мамбетшино, хутора Георгиевский, Калининский Кужанакского сельсовета в
состав Яныбаевского сельсовета.

Утвердить границы Яныбаевского сельсовета согласно представленной схематической карте.

Исключить из учётных данных Кужанакский сельсовет

## Географическое положение
На 2008 год граничил с муниципальными образованиями: («Закон Республики Башкортостан от 17.12.2004 N 126-з (ред. от 19.11.2008) „О границах, статусе и административных центрах муниципальных образований в Республике Башкортостан“»).